# Aulacaspis sumatrensis
Aulacaspis sumatrensis är en insektsart som beskrevs av Green 1930. Aulacaspis sumatrensis ingår i släktet Aulacaspis och familjen pansarsköldlöss. Inga underarter finns listade i Catalogue of Life.